# Front nationaliste
Le Front nationaliste est une organisation autonome française, fondée en juillet 1961 par Jean-Jacques Susini et Georges Bertrand venant de la mouvance France-Résurrection. Cette organisation a pour but de regrouper tous les militants nationalistes pied-noirs .

## Histoire
Jean-Jacques Susini demande à Michel Leroy partisan de « Jeune Nation », d'adhérer au mouvement. Rapidement ce dernier se conduit comme chef de file du mouvement, ce qui créé un malaise entre les deux hommes. Un désaccord violent s'impose au sujet des fonds récoltés pour le mouvement, utilisés pour soutenir la cause de l'extrême droite parisienne. Soutenu par le colonel Jean Gardes, Jean-Jacques Susini se voulant toujours autonome refuse, sur insistance de Yves Godard, toute fusion avec l'OAS. Michel Leroy se voit écarté du bureau, mais ses partisans proches du CS OAS (chargé d'animer et coordonner) et de l'extrême droite parisienne, menacent le comité de désobéissance et de troubles. Au mois de mai 1962, Jean-jacques Susini mis en second plan par le comité, voit le Front Nationaliste devenir le bras armé de l'OAS, ce qui amène plusieurs centaines de ses membres à s'engager dans les commandos Z,. Le Front Nationaliste devient une organisation para-militaire organisée en réseau financier et en tissu d'action.